# قطعنامه ۵۷۷ شورای امنیت
قطعنامه ۵۷۷ شورای امنیت سازمان ملل متحد که در تاریخ ۰۶ دسامبر ۱۹۸۵ تصویب شد، سندی بین‌المللی دربارهٔ آنگولا-آفریقای جنوبی است. این قطعنامه طی نشست ۲۶۳۱ام با ۱۵ موافق، ۰ مخالف و ۰ ممتنع تصویب شد.